# Kojnača
Kojnača je tramvaj kojeg su vukli konji, a koji je od 1907. do 1937. godine prevozio putnike i teret po Velikoj Gorici. Tramvaj je prve putnike prevezao 22. veljače 1907., a posljednji je puta vozio 9. studenoga 1937. godine.

## Tramvajska linija
Tramvajska pruga bila je dugačka osam kilometara i protezala se od Novog Čiča, sela jugozapadno od Velike Gorice, preko središta Velike Gorice do željezničkog kolodvora u Gradićima. Tramvaj je vozio brzinom od 7,5 kilometara na sat, što znači da mu je za cijelu dionicu trebalo otprilike sat vremena, dok se od središta mjesta do kolodvora putovalo dvadesetak minuta. Osim stanice na kolodvoru u Gradićima i one u Novom Čiču, postojale su još tri postaje – kod bolnice, pošte i vojarne. Velika Gorica dobila je tramvajsku liniju manje od 16 godina nakon Zagreba.

## Organizacija prijevoza
Konjski tramvaj izgradilo je Dioničko društvo „Tramvaj“,  koje je 1907. godine kupilo tramvajska kola u Zagrebu. Postojala su putnička i teretna tramvajska kola. Putničkim kolima moglo se voziti najviše 20 putnika, dok su teretna koristile tvornice u Novom Čiču, te velikogorički trgovci. Remiza za teretna kola bila je na današnjem terminalu ZET-a u Zagrebačkoj ulici u Velikoj Gorici, a remiza za putnička bila je preko puta. Tramvajska kola izgradila je tvornica Weitzer iz Graza (Austrija). Bila su duga 4,60 metara, široka 1,80 metara, a visoka 2,50 metara. U pravilu ih je vukao jedan konj, a ponekad dva. Vozila su prugom širine kolosjeka 0,76 metara. Već 1910. godine kojnača je prevezla 42.046 putnika, pet godina kasnije taj se broj popeo na 51.348, a tijekom 1916. godine prevezeno je čak 72.763 putnika. Kojnačom se, prije gašenja, vozilo tek 60-ak putnika na dan.   

## Dioničari i zaposlenici "Kojnače"
Skupina Velikogoričana je u jesen 1906. godine podnijela zahtjev za osnivanje dioničkog društva za izgradnju konjskog tramvaja u Velikoj Gorici. Zajednički ministar Hrvatske i Ugarske Ferenc Kossuth potpisao je u studenom iste godine akt kojim dozvoljava osnivanje tog dioničkog društva. Glavni dioničari velikogoričkog poduzeća „Tramvaj“ bili su Plemenita općina turopoljska (POT) i poduzetnik Nikola Hribar, koji je zajedno s dr. Antunom Gašparcem bio na čelu tog dioničkog društva. U tvrtki je radio jedan kočijaš, a u danima većeg prometa pomagao mu je još jedan, karte su naplaćivala dva konduktera, a još je nekoliko radnika radilo na održavanju pruge i remize. 

## Propast projekta
Velikogorički konjski tramvaj prestao je voziti zbog stečaja dioničkog društva. Prije ukinuća tramvaja, konji su zamijenjeni parnom lokomotivom koju su Goričani zvali „damferica“. Poduzeće se ugasilo, a imovina je rasprodana. Glavni uzrok propasti velikogoričkog tramvaja bila je autobusna linija od Zagreba preko Velike Gorice do Orla, sela u velikogoričkoj Posavini, uvedena 1928. godine. Tračnice i kola kupio je jedan beogradski poduzetnik. Dio tračnica, međutim, nikada nije izvađen i otpremljen u Beograd, pa su se koristile za teretni prijevoz do sredine '50-ih godina prošlog stoljeća.
Nakon konjskog tramvaja, javni gradski putnički prijevoz u Velikoj Gorici obavlja se autobusima. Koncesiju za taj prijevoz već desetljećima ima Zagrebački električni tramvaj (ZET).